# Juan Ducas Ángelo Paleólogo Raúl Láscaris Tornicio Filantropeno Asen
Juan Ducas Ángelo Paleólogo Raúl Láscaris Tornicio Filantropeno Asen (en griego: Ἰωάννης Δούκας Ἄγγελος Παλαιολόγος Ῥαοὺλ Λάσκαρις Τορνίτζης Φιλανθρωπηνός Ἀσάνης) fue un niño noble bizantino del siglo XIV o XV que murió joven.
Juan Asen es conocido por el retrato de un icono funerario en un monasterio del Peloponeso. Pariente de una emperatriz consorte bizantina sin nombre, destaca por su inusual cantidad de apellidos, que indican que desciende directamente de hasta ocho destacadas casas nobles bizantinas: las familias Ducas, Ángelo, Paleólogo, Raúl, Láscaris, Tornicio, Filantropeno y Asen.

## Retrato del ícono

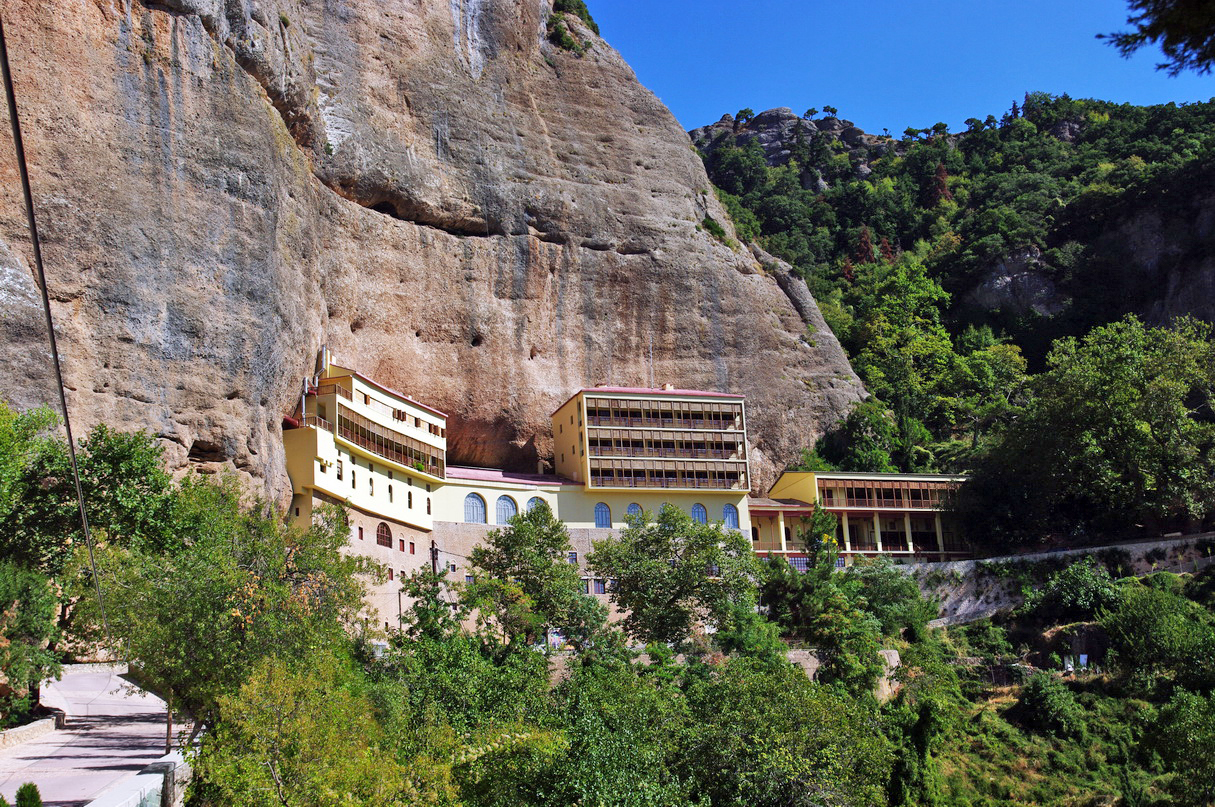
El monasterio de Mega Spelaion en el Peloponeso, donde se descubrió el retrato de Juan Asen

A principios del siglo XX se descubrió un icono funerario con un retrato de Juan Asen en la iglesia principal del monasterio de Mega Spelaion, cerca de Kalávrita, en el Peloponeso, la Grecia moderna. El icono se perdió en un incendio en 1934, pero se ha conservado en una fotografía.
El retrato medía 1 por 0,56 metros y representaba a un niño junto a una imagen de la Madre de Dios (Theotokos) y el niño Jesucristo. Juan Asen estaba pintado con un rostro pálido y pelo rojo oscuro, llevando un manto clámide decorado con águilas bicéfalas, círculos y dragones. Se mostraba al Cristo infante bendiciendo al niño, cuyos rasgos faciales pálidos y planos en comparación con Jesús y la Theotokos, eran una indicación de que Juan Asen está muerto.
El retrato de Juan Asen iba acompañado de un epigrama (de no menos de doce líneas), que originalmente estaba inscrito en el marco del icono, pero que posteriormente se copió en el propio icono. El epigrama lamenta la muerte del niño y lo compara con una "flor cortada antes de tiempo".

## Identificación
Una inscripción parcialmente conservada sobre el retrato revela el nombre inusualmente largo del niño y su relación con una emperatriz consorte bizantina sin nombre. Las letras se habían vuelto casi ilegibles a mediados del siglo XIX, cuando un artista local las restauró -como comenta el historiador Demetrios Polemis- "no se sabe con qué precisión".
El arqueólogo griego G. Sotiriou identificó a la emperatriz con Helena Dragaš, esposa del emperador Manuel II Paleólogo. Basándose en las investigaciones de Sotiriou y en las pruebas disponibles, el historiador búlgaro Ivan Bozhilov concluyó que la ascendencia de Juan Asen debe estar vinculada a los últimos gobernantes del Despotado de Morea. Además, considera que lo más probable es que fuera hijo del déspota Demetrio Paleólogo y de su tercera esposa Teodora Asanina. Sin embargo, no excluye la posibilidad de que fuera hijo del hermano menor de Demetrio, el déspota Tomás Paleólogo, y de su esposa Caterina Zaccaria.
Si se acepta esta última identificación, Bozhilov sitúa el nacimiento de Juan Asen no antes de 1444 y su muerte antes de 1449, cuando Demetrio Paleólogo gobernaba en Lemnos. También data el retrato del niño para después de 1449, cuando Demetrio recibió la mitad de la Morea como posesión del emperador Constantino XI Paleólogo, incluyendo Kalávrita y el monasterio de Mega Spelaion.
Una teoría posterior ha atribuido a Juan Asen a mediados del siglo XIV. Titos Papamastorakis lo considera hijo del déspota Manuel Comneno Raúl Asen, un comandante militar que era hermano de Irene Asanina, esposa del emperador Juan VI Cantacuceno.

## Nombre
El historiador británico Michael Angold considera que los ocho apellidos de Juan Asen ejemplifican "mejor que nada" la importancia de los nombres para indicar la condición de nobleza en la sociedad bizantina. El también bizantinista Dionysios Stathakopoulos coincide en que el nombre de Juan Asen era "menos un instrumento de identificación que un manifiesto de asociación social".
Angold considera que el orden de los epónimos en el nombre de Juan Asen es oscuro. En cambio, Bozhilov cree que el apellido Asen es el principal por su posición final, interpretándolo como una "impresionante manifestación de [la] política matrimonial" de la dinastía real del Segundo Imperio Búlgaro. Bozhilov también reconoce que la cantidad de apellidos nobiliarios que lleva Juan Asen es "realmente inusual".